# Tw269
Tw269, potocznie znany jako "Ring" – tramwaj elektryczny wytwarzany w 1930 roku w Gdańskiej Fabryce Wagonów (niem. Danziger Waggon Fabrik) i eksploatowany w Gdańsku. Wyprodukowano 6 sztuk. Pojazdy te kursowały po trasie od ul. Łąkowej (Weidengasse) przez Centrum do al. Legionów (Heeresanger). Potoczna nazwa Ring pochodzi od przedwojennej ul. Kościuszki (Ringstrasse), gdzie obok boiska Gedanii znajdowała się krańcówka linii. Oznaczenie Tw oznacza wagon silnikowy (niem. Triebwagen), zaś liczba 269 pochodzi od numeru taborowego pierwszego egzemplarza otwierającego serię.

## Konstrukcja
Wagony typu Ring to jednoczłonowe, dwustronne i dwukierunkowe wozy silnikowe. Pudło wagonu o konstrukcji stalowo-drewnianej osadzono na dwuosiowym podwoziu. Stanowiska motorniczego umieszczono na osłoniętym pomoście, drzwi wejściowe są przesuwane ręcznie. Wewnątrz zamontowano drewniane siedzenia z listewek - z jednej strony pojedyncze, z drugiej podwójne. Wykończenia są mosiężne. Przy renowacji tramwaju wykorzystano dużą część oryginalnych elementów.

## Eksploatacja
Tramwaje te eksploatowano w Gdańsku od lat 30. XX wieku do końca lat 50. XX wieku. Stopniowo kasowano je lub przerabiano na wagony gospodarcze. Dwie sztuki trafiły w latach 80. do Krakowa, gdzie planowano utworzyć ogólnopolskie Muzeum Komunikacji Miejskiej. Ostatecznie jednak została uruchomiona jedynie wystawa krakowskich tramwajów, a pozostałe eksponaty przez kolejne lata stały nienaruszone. Po latach podjęto decyzję o renowacji wagonu #05903, którą na zlecenie Zakładu Komunikacji Miejskiej w Gdańsku wykonało Miejskie Przedsiębiorstwo Komunikacyjne w Krakowie. Odrestaurowany tramwaj od lutego 2016 znajduje się w zbiorze historycznego taboru spółki Gdańskie Autobusy i Tramwaje i nosi przedwojenny numer #273 oraz malaturę z okresu Wolnego Miasta Gdańska. Wraz z tym pojazdem rozpoczęto renowację drugiego wagonu, #05904, któremu przywrócono numer taborowy #272 oraz wygląd z końca eksploatacji liniowej w WPK Gdańsk-Gdynia. Premiera tramwaju miała miejsce 8 marca 2017 roku. W 2019 roku specjalnie na potrzeby tego wagonu MPK S.A. w Krakowie przejęty z Museumstramway Mariazell  wagon doczepny typu KSW o numerze 126 - pierwotnie zbudowany dla Grazu - i odrestaurowało jak wagon doczepny gdański do wozu #272, tworząc kompletny gdański pociąg tramwajowy stylizowany na lata 50. XX wieku.